# 高級警目
高級警目（英文：Senior Corporal，縮寫：SCPL）俗稱「三柴」，是香港警察職級中曾經存在過的其中一個員佐級職級；位於警目之上，高級警長之下。
刑事偵緝高級警目（英文：Detective Sergeant，縮寫：D/SGT），是中曾經存在過的一個刑事偵緝處員佐級職級；位於刑事偵緝警目之上，刑事偵緝高級警長之下。

## 徽章衣飾
高級警目的臂識為三勾。

## 歷史
香港警察職級乃參考自英國警銜，英國警銜則參考自英國軍銜，一般分為將軍、校尉、士官以及兵的職級。高級警目為中士職級。從前，軍裝部分為三更制，每更制的小隊只有一名高級警目，故此，昔日每所差館只有高級警目3名。昔日，高級警目負責督導警員執勤。於1946年至1952年期間，高級警目稱為丙級警長。
1972年警務處架構重整後，高級警目及刑事偵緝高級警目職級被取消，當時的高級警目全數轉任為警長，刑事偵緝高級警目全數擢升為新創造的職級──警署警長。